# Махамат Алі Адум
Махамат Алі Адум (англ. Mahamat Ali Adoum) (14 листопада 1947) — чадський політик і дипломат. Міністр закордонних справ Чаду (1992-1993).

## Життєпис
Адум отримав диплом про освіту в Університеті Браззавіля у місті Браззавіль, ступінь бакалавра політичних наук Університет Лаваля у місті Квебек, а також ступінь магістра Школи передових міжнародних досліджень Університету Джонса Гопкінса в Балтіморі, штат Меріленд.
Адум був послом Чада в США, Канаді та Аргентині з 1983 по 1992 рік. Він був призначений міністром закордонних справ 22 травня 1992 року, обіймаючи посаду до липня 1993 року. За цей час він був спів-агентом, який представляв уряд Чада в Міжнародному суді в 1993 році щодо територіальної суперечки його країни з Лівією. У квітні 1994 року Адум вступив до Світового банку на посаду старшого радника виконавчого директора з африканських франкомовних країн, і він залишався у Світовому банку до 2003 року. Пізніше був призначений постійним представником Чаду при ООН, представив свої повноваження Генеральному секретарю ООН 15 лютого 2005 року, на цій посаді він служив до 2013 року, коли його замінив Шериф Махамат Зене.
Він також представляв Чад у Бельгії, Нідерландах, Люксембурзі, Великій Британії та Європейському співтоваристві.
У травні 2014 року Адум був призначений послом у Канаді.